# Francisco de Assis Barbosa
Francisco de Assis Barbosa (Guaratinguetá, 21 de janeiro de 1914 – Rio de Janeiro, 8 de dezembro de 1991) foi um biógrafo, ensaísta, historiador e jornalista brasileiro, imortal da Academia Brasileira de Letras.
Sétimo ocupante da Cadeira 13, eleito em 19 de novembro de 1970, na sucessão de Augusto Meyer e recebido em 13 de maio de 1971 pelo Acadêmico Marques Rebelo. Recebeu os Acadêmicos Carlos Chagas Filho e Orígenes Lessa.
Era filho de Benedito Lourenço Leme Barbosa e Adelaide Limongi Barbosa. Fez seus estudos na cidade natal, completando o secundário em Lorena, SP. Em 1931 ingressou na Faculdade Nacional de Direito da Universidade Federal do Rio de Janeiro.
Iniciou a atividade de jornalista ainda estudante. Com Donatelo Grieco e Fernando de Castro lançou o jornal Polêmica, passando depois a redator-chefe da revista A época, órgão oficial do corpo discente da Faculdade. Integrou postos de relevo nos seguintes jornais e revistas: redator de A Noite (1934) e de O Imparcial (1935); A Noite, A Noite Ilustrada, Vamos Ler, Carioca, Diretrizes (1936 a 1942); colaborador da Revista do Globo, redator do Correio da Manhã (1944), do Diário Carioca, Folha da Manhã (de São Paulo) e Última Hora (1951 a 1956). Editor dos Cadernos do Jornal do Brasil comemorativos do IV Centenário da Fundação da Cidade do Rio de Janeiro (1965).
Ao lado de sua atividade no jornalismo, exerceu cargos administrativos e de assessoria editorial: foi técnico de educação, servindo na seção de publicações do Instituto Nacional do Livro sob a chefia de Sérgio Buarque de Hollanda; secretário-executivo na elaboração do Manual Bibliográfico de Estudos Brasileiros, dirigido pelo professor americano William Berrien (1943); assessor de W. M. Jackson Editores (1950); redator dos Anais e Documentos Parlamentares (1956); redator da Encyclopaedia Britannica; coordenador da seção de História do Brasil da Enciclopédia Barsa (1961 a 1965); e coeditor da Enciclopédia Mirador Internacional (1971); diretor da Revista do Instituto Histórico e Geográfico Brasileiro a partir de 1966.
Foi um dos fundadores da Associação Brasileira de Escritores (ABDE), presidida por Manuel Bandeira, teve destacada atuação ao organizar, com Aníbal Machado, o I Congresso Brasileiro de Escritores, realizado em São Paulo (1945), encontro de repercussão nacional e no qual foi eleito secretário-geral, sendo Aníbal Machado o presidente.
Assessor de documentação da Presidência da República no Governo Juscelino Kubitschek; Procurador de 1a Categoria do Estado da Guanabara (1960 a 1965); vice-presidente da Fundação Padre Anchieta, TV Cultura de São Paulo (1975); contratado pelo Governo de São Paulo para elaborar o plano de remodelação do sistema arquivístico do Estado de São Paulo, tendo participado do simpósio de arquivistas franceses, Archives Nationales, em Paris (1976).
No ensino superior, foi assistente da direção da Faculdade Nacional de Filosofia, quando diretor San Tiago Dantas (1944); professor visitante da Universidade de Wisconsin, ministrando curso de História das Ideias Políticas no Brasil (1968); membro da banca examinadora para preenchimento da Cátedra de Literatura Brasileira da Faculdade de Filosofia e Letras da Universidade de São Paulo (1965) e convidado especial ao VI Colóquio Internacional de Estudos Luso-Brasileiros, seção de História, reunido das Universidades de Harvard e Colúmbia, EUA (1966); conferencista no Instituto Histórico e Geográfico Brasileiro e em várias Universidades brasileiras.
Em 1977 passou a integrar o corpo de diretores da Fundação Casa de Rui Barbosa, chefiando o Centro de Estudos Históricos.
Como participante de entidade e órgãos culturais, foi nomeado para o Conselho Federal de Cultura, passando a integrar a Câmara de Letras (1975); eleito presidente da Comissão de Literatura de São Paulo (1976); membro do CONDEPHAT (São Paulo) como representante do Instituto do Patrimônio Histórico e Artístico Nacional (1976).
Autor de uma obra em que se evidencia o rigor da pesquisa e da interpretação, escreveu A vida de Lima Barreto, biografia completa do grande escritor urbano, além de ter compilado e anotado a edição das Obras completas de Lima Barreto, com a colaboração de Antonio Houaiss e M. Cavalcanti Proença. O o livro Retratos de família é um álbum de recordações dos grandes vultos da nossa cultura. Entre os vários livros desse escritor voltado aos assuntos e problemas brasileiros, destaca-se a biografia Juscelino Kubitschek, Uma revisão na política brasileira e prefácios à obra de vários autores, os quais constituem verdadeiros ensaios.
A Academia Brasileira de Letras publicou  em 2001 o livro “Intelectuais na Encruzilhada - Correspondência de Alceu Amoroso Lima e Antônio de Alcântara Machado (1927-1933)”, com prefácio do Acadêmico Francisco de Assis Barbosa e apresentação do Acadêmico Alberto Venâncio Filho.

## Obras
- Brasileiro tipo 7, ensaio (1934)
- Os homens não falam demais, reportagem, em colaboração com Joel Silveira (1942)
- A vida de Lima Barreto, biografia (1952)
- Retratos de família, ensaios (1954)
- Machado de Assis em miniatura, biografia (1957)
- Encontro com Roquette-Pinto, ensaio (1957)
- Achados do vento, ensaio (1958)
- Lima Barreto, introdução e antologia (1960)
- Juscelino Kubitschek Uma revisão na política brasileira, biografia (1962)
- Nominata carioca, história (1965)
- História do povo brasileiro (fase nacional), em colaboração com Afonso Arinos de Melo Franco e Antonio Houaiss (1968)
- A hora e a vez de Bethencourt da Silva, discurso (1972)
- Santos Dumont inventor, biografia (1973)
- Bernardo Guimarães: a viola e o sertão (1975)
- A cadeira de Evaristo da Veiga, discurso (1981)
- Os melhores poemas de Manuel Bandeira, organização e introdução (1984).

## Academia Brasileira de Letras
Foi o sétimo ocupante da cadeira 13 da Academia Brasileira de letras, eleito em 19 de novembro de 1970, na sucessão de Augusto Meyer. Foi recebido em 13 de maio de 1971 pelo acadêmico Marques Rebelo. Recebeu os acadêmicos Carlos Chagas Filho e Orígenes Lessa.